# Proclama Badoglio dell'8 settembre 1943

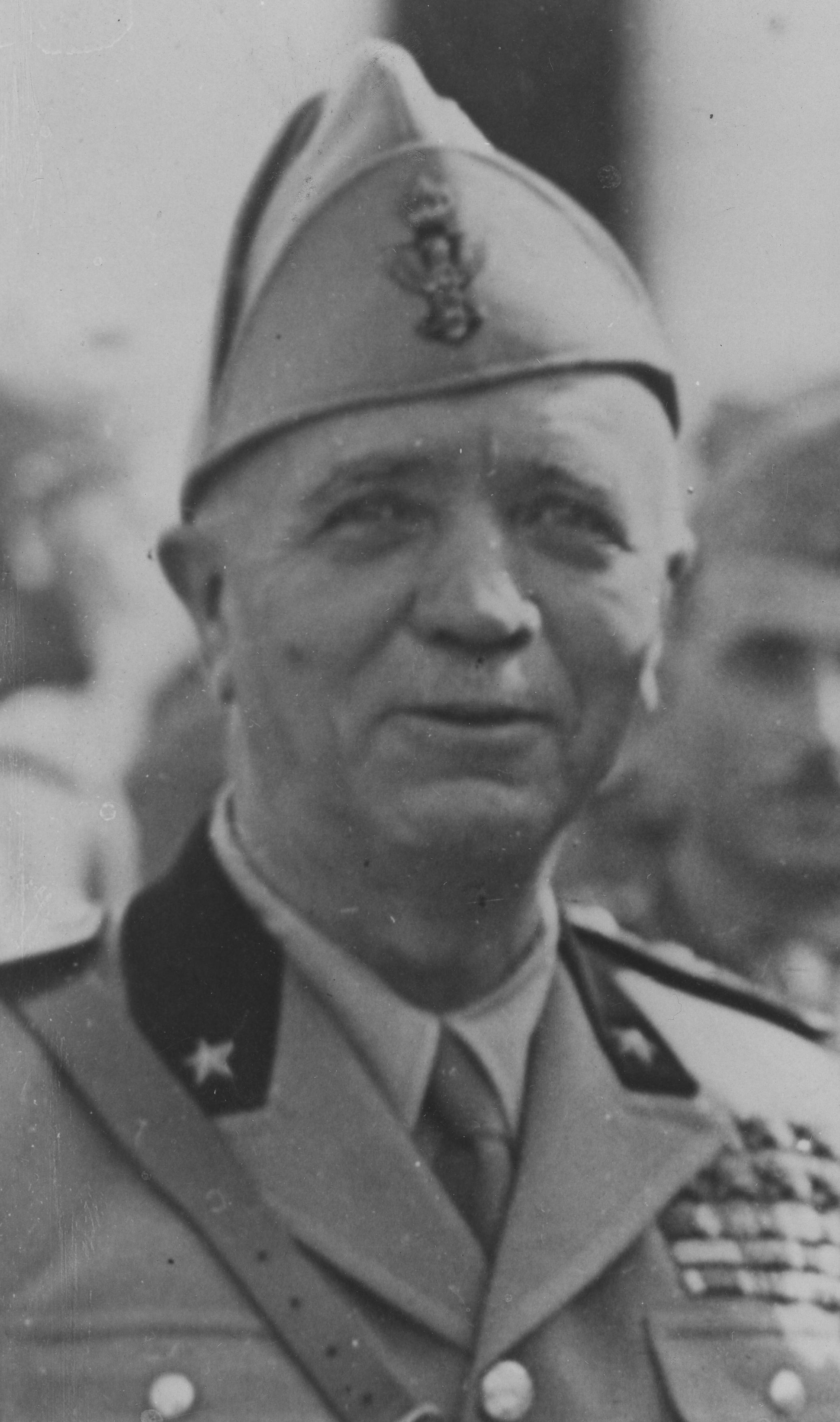
Pietro Badoglio, capo del governo italiano dal 25 luglio 1943 al 17 aprile 1944

Il proclama di armistizio di Badoglio dell'8 settembre 1943 è l'annuncio dell'entrata in vigore dell'armistizio di Cassibile firmato il giorno 3 dal governo Badoglio I del Regno d'Italia con gli Alleati della seconda guerra mondiale, trasmesso al popolo italiano con un messaggio letto dal maresciallo Pietro Badoglio (capo del governo e maresciallo d'Italia) alle 19:42 al microfono dell'EIAR.

## Dal 3 all'8 settembre
Dopo la sigla dell'armistizio di Cassibile il 3 settembre, Badoglio riunì il governo solo per annunciare che le trattative per la resa erano "iniziate". Gli Alleati, da parte loro, fecero pressioni sullo stesso Badoglio affinché rendesse pubblico il passaggio di campo dell'Italia, ma il maresciallo tergiversò. Gli anglo-americani così proseguirono con le azioni di guerra e gli aerei continuarono a bombardare le città della penisola. Nei giorni dal 5 al 7 settembre i bombardamenti furono intensi: oltre 130 bombardieri B-17  colpirono Civitavecchia e Viterbo. Il 6 fu la volta di Napoli. Perdurando l'incertezza da parte italiana, gli Alleati decisero di annunciare autonomamente l'avvenuto armistizio: mercoledì 8 settembre, alle 17:30 nel Regno Unito (le 18:30 in Italia), il generale Dwight D. Eisenhower lesse il proclama ai microfoni di Radio Algeri. Poco più di un'ora dopo, Badoglio fece il suo annuncio da Roma.

## Il proclama letto alla radio
La richiesta è stata accolta.
Conseguentemente, ogni atto di ostilità contro le forze anglo-americane deve cessare da parte delle forze italiane in ogni luogo.
Esse però reagiranno ad eventuali attacchi da qualsiasi altra provenienza.»
( Badoglio annuncia l'armistizio dell'Italia, in La Repubblica, 7 settembre 2013. URL consultato l'8 settembre 2013.)

## La fuga di Vittorio Emanuele III e la nascita delRegno del Sud

Prima pagina del Corriere della Sera con l'annuncio dell'armistizio

La fuga di Vittorio Emanuele III e di suo figlio Umberto, dei vertici militari e del capo del governo Pietro Badoglio, dapprima verso Pescara, poi verso Brindisi, nonché la confusione, provocata soprattutto dall'utilizzo di una forma che non faceva comprendere il reale senso delle clausole armistiziali e che fu dai più invece erroneamente interpretata come indicazione della fine della guerra, generarono ulteriore confusione presso tutte le forze armate italiane in tutti i vari fronti sui quali ancora combattevano: lasciate senza precisi ordini, andarono allo sbando. Nelle settimane immediatamente successive, 815 000 soldati italiani vennero catturati dall'esercito tedesco e destinati a diversi lager con la qualifica di I.M.I., Internati militari italiani.
Più della metà dei soldati in servizio nella penisola abbandonarono le armi e tornarono alle loro case in abiti civili. La ritorsione da parte degli ormai ex-alleati tedeschi, i cui alti comandi, come quelli italiani, avevano appreso la notizia dalle intercettazioni del messaggio radio di Eisenhower, non si fece attendere: fu immediatamente messa in atto l'operazione Achse ("Asse"), ovvero l'occupazione militare di tutta la penisola italiana, e il 9 settembre fu affondata la nave da battaglia Roma, alla quale nella notte precedente era stato ordinato, assieme a tutta la flotta della Regia Marina, di far rotta verso Malta in ottemperanza alle clausole armistiziali anziché, come precedentemente stabilito, attaccare gli Alleati impegnati nello sbarco di Salerno.
Nelle stesse ore una piccola parte delle forze armate rimase fedele al re Vittorio Emanuele III, come la 33ª Divisione fanteria "Acqui" sull'isola di Cefalonia, dove fu annientata nell'eccidio di Cefalonia; una parte di loro si diede alla macchia e alcuni di questi diede vita alle prime formazioni partigiane, come la Brigata Maiella; altri reparti ancora, soprattutto al nord, come la Xª Flottiglia MAS e la Milizia Volontaria per la Sicurezza Nazionale, scelsero di rimanere fedeli al vecchio alleato e al fascismo. Nonostante il proclama di Badoglio, gli Alleati si opposero ad una massiccia e immediata scarcerazione dei prigionieri di guerra italiani.
Ai militari allo sbando dopo l'8 settembre, i quali si ripresentarono a fine guerra ai rispettivi comandi per sistemare la propria carriera interrotta e anche recuperare gli arretrati di paga, venne richiesto di compilare un questionario di ben 97 domande, atto a definirne la posizione disciplinare e amministrativa.

## L'8 settembre come "morte della patria"

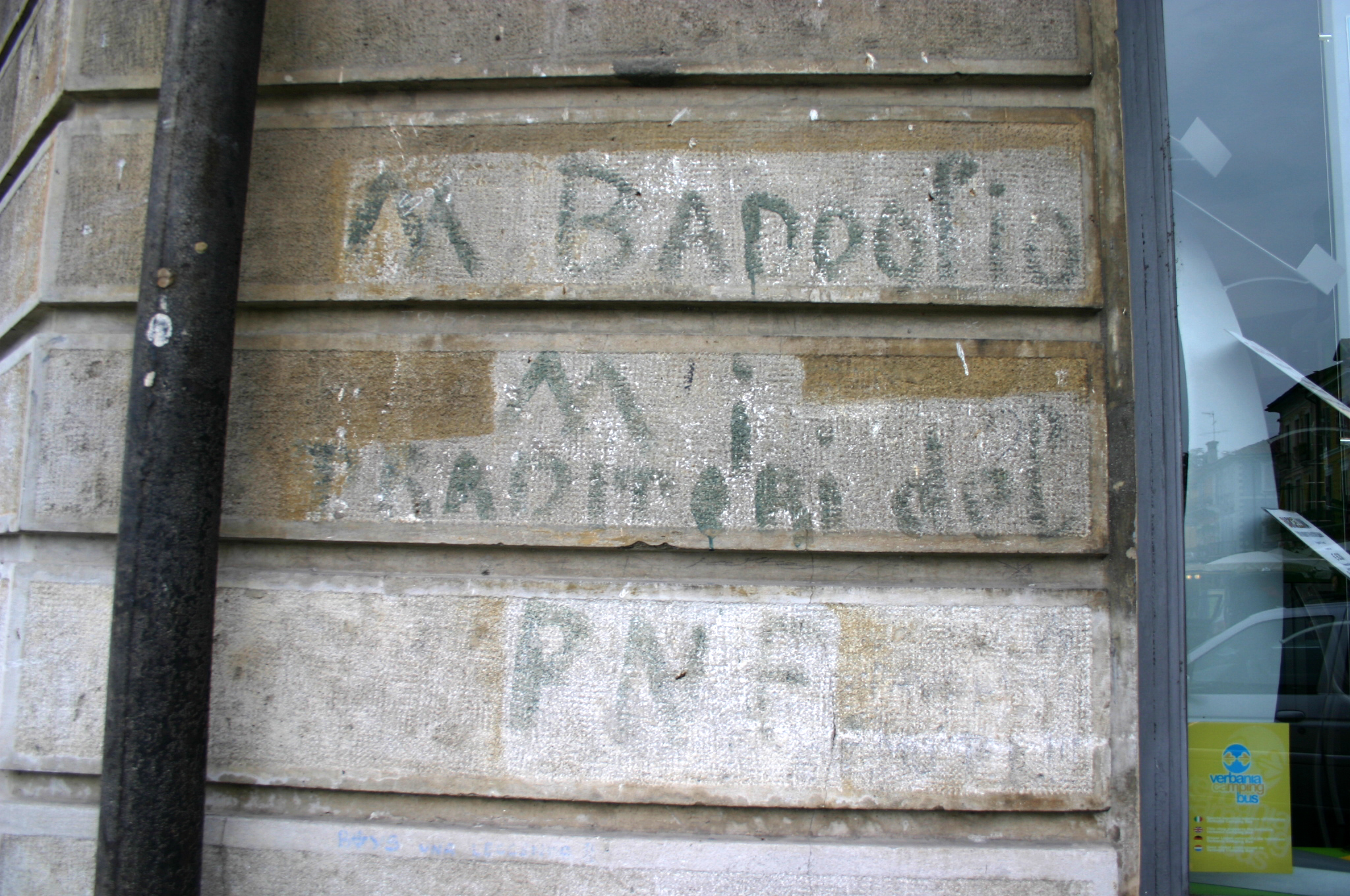
Scritta antibadogliana riapparsa a Verbania-Pallanza (piazza del Municipio) allo sbiadire di una mano di calce data per cancellarla. Testo: "Abbasso Badoglio, abbasso i traditori del PNF".

Il giurista e scrittore Salvatore Satta, nel suo libro di riflessioni De profundis del 1948, definì l'8 settembre la "morte della patria", con riferimento all'implosione dell'intero apparato statale costruito dopo il Risorgimento, aggiungendo che «la morte della patria è certamente l'avvenimento più grandioso che possa occorrere nella vita dell'individuo».
L'espressione fu riscoperta da Ernesto Galli della Loggia in un convegno del 1993 e ripresa da Renzo De Felice nel libro-intervista Rosso e Nero del 1995. Entrambi questi storici hanno sostenuto che il Risorgimento avesse creato un sentimento nazionale italiano che, crollato l'8 settembre, non è più rinato.
Galli della Loggia ha addirittura intitolato un suo libro del 1996 La morte della patria, facendo di questa tesi l'argomento dell'intero libro. Ha in particolare approfondito come la Resistenza non abbia potuto creare un nuovo sentimento nazionale perché era divisa fra più "anime", alcune delle quali di sentimenti più internazionalisti, se non addirittura contrari agli interessi nazionali (con riferimento al fatto che il PCI sostenesse le rivendicazioni jugoslave in Venezia Giulia).
Questo libro scatenò inevitabilmente una discussione, in cui storici e politici vicini alla Resistenza criticarono la tesi della "morte della patria". Fra gli storici si possono citare Claudio Pavone (Una guerra civile, 1991) e Nicola Tranfaglia. Sulla questione prese la parola anche il Presidente della Repubblica Carlo Azeglio Ciampi, nel 2001 al ritorno da Cefalonia dove aveva commemorato il massacro della Divisione "Acqui". Tutti costoro hanno sostenuto che la Resistenza e la Costituzione hanno efficacemente fatto rinascere un sentimento nazionale italiano.

## Nella cultura di massa

### Film
- Tutti a casa - con Alberto Sordi, regia di Luigi Comencini (1960).